# Microsporum praecox
Microsporum praecox är en svampart som beskrevs av Rivalier ex A.A. Padhye, Ajello & McGinnis 1989. Microsporum praecox ingår i släktet Microsporum och familjen Arthrodermataceae.   Inga underarter finns listade i Catalogue of Life.